# Tekken 5
Tekken 5 (鉄拳5?) è il quinto capitolo della saga di Tekken, serie di videogiochi appartenente alla categoria picchiaduro. Ne è stata pubblicata anche una versione successiva per PSP, con alcune modifiche, intitolata Tekken 5: Dark Resurrection. Dopo lo scarso successo del quarto capitolo della saga, la Namco torna proponendo il quinto titolo della serie Tekken.
La più grande differenza dalle versioni precedenti è il ritorno al gameplay e nelle meccaniche di gioco dei primi capitoli e la possibilità di giocare online nella modalità Arcade.

## Trama

### Antefatto
La trama riprende dal finale di Jin Kazama nel precedente capitolo.
Nel precedente torneo, Kazuya, tornato dalla morte, raggiunge la semifinale, dove dovrebbe attenderlo suo figlio Jin. Ma questi è stranamente assente, quindi giunge una comunicazione che la finale sarà tra Heihachi e Kazuya. Kazuya non si spiega il motivo della scomparsa di Jin, ma prosegue dritto per il suo cammino. Non sa, però, che il giovane Kazama è stato aggredito, prima dell'incontro, da un corpo della Tekken Force, inviato da Heihachi e poi portato in un dojo sperduto tra le montagne chiamato Honmaru, legato infine con delle catene alla parete e lasciato lì finché non si fosse consumato l'incontro tra i due Mishima.
Heihachi aveva vinto di nuovo sul figlio, con cui prima dello scontro aveva stipulato un patto: avrebbe saputo cosa era successo a Jin Kazama solo dopo il combattimento. Dopo il trionfo, Heihachi conduce quindi Kazuya da Jin per metterlo in trappola. Nell'Honmaru, però, Kazuya si lasciò possedere parzialmente da Devil e, con l'aiuto dei suoi poteri, scaraventò violentemente Heihachi al suolo, facendolo svenire. Quindi, cercò di assorbire anche il potere demoniaco del figlio, ma fallì il tentativo. Kazuya, ora nella sua forma Devil, voleva assorbire i poteri di Jin per rimanere trasformato permanente nella sua forma Devil, ma si era reso conto che qualcosa gli impediva di farlo, e che Jin non si trasformava completamente, e non poteva pertanto assorbirne la forza. In un primo momento Devil aveva creduto che ciò fosse causa dal suo alter-ego, Kazuya, e della sua parte buona, Angel, che gli stava impedendo di attuare il suo, poiché percepiva in Jin il sangue di sua madre, la sua ex compagna Jun Kazama, che gli faceva provare pietà per lui. Dopo aver combattuto per mantenere il controllo, Devil capisce che in realtà Kazuya era anche lui più che mai deciso ad assorbire i poteri del figlio e che stava tentando di riprendere possesso del suo corpo solo poiché si era reso conto che per acquisire la forza di Jin doveva indurlo a trasformarsi anche lui in Devil Jin e che per farlo doveva combattere con lui, utilizzando la sua forma umana. Così Devil lasciò a Kazuya il controllo, il quale liberò il figlio e lo sfidò in combattimento.
Tuttavia il suo piano non andò come sperato, dato che Jin Kazama riuscì a sconfiggerlo. Dopo essere riuscito a trionfare su suo padre, Jin sconfisse anche suo nonno, Heihachi, ripresosi precedentemente dal colpo subito per mano di Kazuya. Dopo essersi trasformato in Devil Jin, quest'ultimo fu sul punto uccidere padre e nonno, ma il ricordo di sua madre, Jun Kazama, gli fece capire che lui è diverso da loro e perciò decise di risparmiare la vita ad entrambi e volare via.

### Il quinto torneo del pugno di ferro
I seguenti eventi sono narrati nei prologhi di Kazuya, Heihachi e Jin in Tekken 5. Poco dopo, degli elicotteri della G-Corporation attaccano il complesso Hon-maru lanciando una squadra di Jack-4 che attaccano padre e figlio, che inizialmente li fronteggiano fianco a fianco. Quando però le forze iniziano a venire a mancare, Kazuya intravede come unica via di fuga il tradimento: così, prende il padre dalla testa e lo getta in mezzo ai nemici e fugge via. Uno dei Jack-4 si autodistrugge, facendo esplodere l'Honmaru mentre l'agente Raven, che stava osservando la scena da lontano, vede Kazuya volare via si affretta a dare la notizia della morte apparente di Heihachi. Dopo che Raven e la G-Corporation lasciano la scena, un uomo anziano è visto liberarsi da delle catene circondato dalle fiamme sul fondo dell'esplosione.
L'uomo in questione era Jinpachi Mishima, il padre di Heihachi Mishima e fondatore della Mishima Zaibatsu, creduto morto da decenni e risorto grazie a un demone, dinanzi all'apparente morte del figlio Jinpachi riprese il controllo della compagnia ed indisse il TEKKEN 5; ciò attirò l'attenzione di molti lottatori, alcuni videro il torneo come l'occasione per regolare conti personali, altri per scoprire l'identità del misterioso sponsor del torneo, ecc.. Dopo di ciò, c'è un filmato in cui Feng Wei e Asuka Kazama vengono introdotti in brevi scene, dove Feng uccide il maestro e Asuka salva un gattino.
Si scoprì poi che Heihachi Mishima rinchiuse il padre Jinpachi nei sotterranei del complesso Hon-maru 40 anni prima, dove egli morì e venne fatto risorgere da un'entità maligna sconosciuta, che lo trasformò in un mostro desideroso di distruggere qualunque forma di vita sul pianeta. Una volta esploso l'Hon-maru, Jinpachi tornò in libertà ed organizzò il torneo nei suoi brevi momenti di lucidità, nella speranza che un lottatore lo fermasse.

### Epilogo
Il quinto torneo di Tekken viene vinto canonicamente da Jin Kazama, come testimoniato nel seguito di questo gioco, Tekken 6. Jin riesce a sconfiggere il suo bisnonno Jinpachi e dopo averlo eliminato diviene lui il nuovo capo della Mishima Zaibatsu. Jin viene poi ben presto corrotto dal potere e inizia anche lui, come i suoi parenti, a far del male senza scrupoli, trasformando la Mishima Zaibatsu in un vero e proprio esercito pur di preservare la sua posizione a capo della compagnia. Sempre in Tekken 6 veniamo a sapere che Heihachi non partecipò affatto al quinto torneo, venendo dato per morto nell'incidente di Honmaru, e che al suo risvegliò il torneo era già terminato e la sua compagnia era ormai di proprietà del nipote Jin.

## Modalità di gioco

### Storia
La modalità "Storia" è diversa per ogni personaggio sia per il prologo che per l'epilogo, ma rispetto a Tekken 4 il testo introduttivo ed il filmato finale sono stati notevolmente abbreviati ma migliorati notevolmente nella grafica. 
La storia si compone da 9 stage dove bisognerà affrontare in difficoltà crescente vari personaggi a caso nelle prime 3 fasi, dove alla 4ª ci sarà un incontro speciale dove si assisterà a un dialogo tra il personaggio giocato e un altro relativo alla sua storia (Es. Kazuya Mishima incontrerà Raven allo stage 4) stessa cosa accadrà nel 7° stage (Per alcuni l'8°) dove ci sarà la nemesi del personaggio giocato.
Alla fine si accederà allo stage finale dove bisognerà affrontare un mutato Jinpachi Mishima, nuovo capo della Mishima Zaibatsu, nel caso di alcuni personaggi, prima dello scontro avranno un dialogo con Jinpachi, come Kazuya Mishima (nipote diretto di Jinpachi) e Wang Jinrei (Migliore amico di Jinpachi) con possibilità di approfondimento del personaggio.
Dopo la sconfitta di Jinpachi, si assisterà al filmato finale del personaggio.

### Modalità "Time Attack"
Questa modalità è pressoché identica alla modalità storia (9 stage), però è priva delle cinematiche e dialoghi del personaggio, e si vincono 25 G per ogni stage vinto.

### Modalità Arcade
la modalità "Arcade"  permette di scontrarsi praticamente all'infinito aumentando il proprio livello di combattimento, iniziando da Principiante arrivando fino a Tekken Lord, il grado finale I colori dei passaggi da Principiante a 6º kyu sono bianchi, dal 5º kyu al 1º kyu sono celesti, dal 1°al 3° dan sono blu, dal 4° a Shihan sono verdi, Maestro e Virtuoso sono gialli, Campione e Leggenda sono marroni, Guerriero e Condottiero sono rossi (Guerriero rosso scuro tendente al marrone e Condottiero rosso chiaro) e infine Tekken Lord è di colore oro. L'esperienza ottenuta è massima per un avversario di rango uguale, mentre per gli avversari di rango inferiore o superiore, l'esperienza è ridotta, così come il premio in denaro aumenta in base alla distanza di rango superiore, viene ridotto fino a 800 G per gli avversari di rango inferiore. è possibile anche perdere i gradi guadagnati se si perdono troppi scontri.

#### Gradi
- Principiante (Inizio)
- 9º Kyu
- 8º Kyu
- 7º Kyu
- 6º Kyu
- 5º Kyu
- 4º Kyu
- 3º Kyu
- 2º Kyu
- 1º Kyu
- 1º Dan
- 2º Dan
- 3º Dan
- 4º Dan
- 5º Dan
- Shihan
- Esperto
- Maestro
- Virtuoso
- Campione
- Leggenda
- Saggio
- Guerriero
- Condottiero
- Divinità
- Tekken Lord

### Tekken Devil Within
In questa modalità si vestono i panni di Jin Kazama in una sorta di picchiaduro a scorrimento 3D, con visuale alle spalle e controlli molto diversi rispetto al gioco normale, nell'ambiente 3d bisogna sconfiggere nemici che riempiono lentamente una barra che una volta riempita rende possibile trasformarsi in Devil Jin (per un periodo di tempo limitato). Il mini-gioco ha 5 diversi ambienti giocabili alla fine dei quali c'è un boss.
la storia segue la storia di Jin nel suo tentativo di liberarsi del gene del diavolo, anche se la storia non è considerata nell'universo di Tekken, in quanto mostra Jun Kazama, cloni di Heihachi e True Ogre.

### Anniversary Tekken Arcade
Tekken 5 celebra il decimo anniversario del gioco originale includendo i primi tre capitoli nella modalità "Arcade History Mode" della versione per PlayStation 2; inoltre viene sviluppato un maggior realismo grafico e gli scenari sono stati resi più interattivi.
Sempre come versione da sala giochi è possibile sbloccare lo sparatutto a scorrimento StarBlade, realizzato dalla Namco nel 1991.

### Sopravvivenza
In questa modalità., già presente in Tekken 4, le impostazioni di gioco selezionate non valgono, si affrontano nemici all'infinito però la barra della salute non si rigenera dopo gli incontri ma ad ogni incontro vinto (come nella modalità arcade e prova a tempo) si vincono dei soldi, fino ai primi 5 scontri il premio aumenta di 100 per round vinto, per poi salire di 100 G ogni 5 scontri vinti.

### Pratica
In questa modalità si può liberamente scegliere i personaggi e l'arena nella quale è possibile sperimentare combo contro l'avversario che resterà immobile o personalizzato per reagire come un vero avversario oppure bloccare solo diversi tipi di attacco.

### Versus
In questa modalità due giocatori si possono scontrare liberamente scegliendo i personaggi, l'arena e il numero di round. Non sono disponibili avversari CPU.
Questo episodio è anche il primo che include la possibilità di acquistare nuove vesti ed oggetti per personalizzare notevolmente l'aspetto dei personaggi, le quali vengono mostrati nella modalità Arcade contro avversari controllati dal computer.
Queste personalizzazioni consentono di ricreare una grande quantità di personaggi provenienti anche da altri giochi: Raven può diventare il personaggio di Mortal Kombat Raiden, Paul Phoenix Ken di Street Fighter, uno dei due costumi di Nina può essere facilmente modificato per farla assomigliare a un personaggio di Kill Bill, Jin Kazama può diventare Doctor Doom con una maschera da demone e un cappuccio appuntito, e lo stile punk rock dei capelli di Lee che si può acquistare è simile a quello di Iori Yagami dalla serie The King of Fighters.

## Personaggi

### Di base
- Bryan Fury
- Christie Monteiro
- Craig Marduk
- Eddy Gordo (come variante costumistica di Christie) Ha due varianti di costume.
- Hwoarang
- Jin Kazama
- Julia Chang
- Kazuya Mishima
- King II
- Lee Chaolan
- Lei Wulong
- Ling Xiaoyu
- Marshall Law
- Nina Williams
- Panda (come variante costumistica di Kuma)
- Paul Phoenix
- Steve Fox
- Yoshimitsu
- Asuka Kazama (Nuovo)
- Feng Wei (Nuovo)
- Jack-5 (Nuovo) (successore di Gun Jack)
- Raven (Nuovo)

### Da sbloccare
- Anna Williams
- Baek Doo San
- Bruce Irvin
- Heihachi Mishima
- Ganryu
- Kuma
- Mokujin
- Wang Jinrei
- Roger Jr. (Nuovo) (figlio e sostituto di Roger Senior)
- Devil Jin (Nuovo) (Sub-boss di fase 8) Per sbloccarlo richiede che il giocatore completi il minigioco "Devil Within" o vinca 200 scontri in qualsiasi modalità
- Tetsujin (utilizzabile solo tramite codici di Action Replay) Manichino nella modalità pratica
- Jinpachi Mishima (Nuovo) (Boss finale, sbloccabile solo un codice da Action Replay) Ha due varianti, umano e demone. Giocabile normalmente in Dark Resurrection

## Colonna sonora
La canzone dell'intro (in cui Jin e Mokujin sono gli unici due personaggi a non comparire) si chiama Sparking ed è interpretata da Tom Leonard e Jeff Pescetto.

## Accoglienza
La rivista Play Generation classificò Heihachi Mishima come il secondo vecchietto più arzillo tra quelli presenti nei titoli per PlayStation 2.